# Мадатян, Матевос Арестакович
Матевос Арестакович Мадатян (15 ноября 1909 года, село Сарнахбюр (Согютли),  Эриванская губерния, Российская империя — 27 июня 1952 года, Белогорск, Амурская область, РСФСР, СССР) — советский военачальник, гвардии полковник (1944).

## Биография
Родился 15 ноября 1909 года в  селе Сарнахбюр (Согютли),  ныне  Ширакская область, Армения. Армянин.
До службы в армии с сентября 1927 года работал вторым секретарем райкома комсомола Артикского района, с февраля 1928 года председателем колхоза в селе Сарнахбюр.

## Военная служба

### Довоенное  время
6 ноября 1930 года добровольно вступил в РККА и зачислен курсантом в полковую школу 1-го Армянского стрелкового полка Армянской стрелковой дивизии ККА в городе Ереван, после ее окончания служил в том же полку помощником командира взвода. В  1931 году вступил в ВКП(б). С 1 августа 1931 года по 1 мая 1934 год учился в Закавказской пехотной школе им. 26 Бакинских комиссаров в городе Тифлис, затем вернулся в прежний полк и занимал должности командира взвода полковой школы и заместителя начальника полковой школы. С апреля 1937 года по март 1938 год обучался на курсах «Выстрел». После окончания назначен в 197-й стрелковый полк 99-й стрелковой дивизии КВО, где исполнял должность начальника полковой школы, командира батальона и заместителя командира полка по строевой части. В сентябре — октябре 1939 года, командуя батальоном, участвовал в походе Красной армии в Западную Украину. С 1 июня 1941 года вступил в командование этим полком.

### Великая Отечественная война
С началом войны дивизия в составе 8-го стрелкового корпуса 26-й армии Юго-Западного фронта участвовала в приграничном сражении в районе города Перемышль. Уже на второй день войны 23 июня 1941 года ее части совместно с пограничниками решительной контратакой освободили город Перемышль, ранее захваченный противником, и почти неделю удерживали его до получения приказа на отход. Это был первый освобожденный Красной Армией город в годы войны.
Указом Президиума Верховного Совета СССР от 22 июля 1941 года "За образцовое выполнение заданий Командования на фронте борьбы с германским фашизмом и проявленное при этом доблесть и мужество" командир полка капитан  Мадатян был награжден орденом Красного Знамени".
При отходе 12 августа 1941 года он получил тяжелое ранение и был эвакуирован в госпиталь.
После излечения в конце месяца назначен командиром 689-го стрелкового полка 411-й стрелковой дивизии. 10 октября 1941 года она вошла в 6-ю армию и участвовала в Донбасской оборонительной операции. В январе 1942 года ее части в составе армии принимали участие в Барвенково-Лозовской наступательной операции. В ходе последней 23 января майор  Мадатян получил тяжелое пулевое ранение и эвакуирован в госпиталь.
За боевые отличия в этих боях майор Мадатян был награжден орденом Ленина.
После излечения в июне назначен командиром 36-го гвардейского стрелкового полка 14-й гвардейской стрелковой дивизии. До 10 августа она находилась на пополнении, затем в составе 63-й армии Сталинградского фронта вела наступательные бои на правом берегу реки Дон, участвуя в нанесении контрударов по левому флангу наступавшей на Сталинград группировки противника. 2 сентября 1942 года командир полка майор  Мадатян вновь был тяжело ранен и до 10 ноября 1942 года находился на лечении в Саратовском эвакогоспитале.
После излечения откомандирован на учебу в Высшую военную академию им. К. Е. Ворошилова. 20 мая 1943 года окончил ее ускоренный курс и назначен заместителем командира 40-й гвардейской стрелковой дивизии, находившейся в обороне во втором эшелоне 5-й ударной армии Южного фронта. С 10 июля 1943 года переведен на ту же должность в 49-ю гвардейскую стрелковую дивизию 2-й гвардейской армии. Участвовал с ней в Миусской наступательной операции. 12 августа 1943 года, перед началом Донбасской операции, подполковник  Мадатян получил тяжелое осколочное ранение левого плеча и до 25 марта 1944 года находился в госпитале в городе Кисловодск.
После выздоровления направлен на 1-й Украинский фронт и с 22 апреля 1944 года допущен к исполнению должности заместителя командира 6-й гвардейской стрелковой дивизии. С 20 августа по 10 сентября 1944 года временно командовал этой дивизией, затем вернулся к исполнению прямых обязанностей заместителя командира. До конца войны воевал с ней в составе 13-й армии 1-го Украинского фронта. Участвовал в Львовско-Сандомирской, Сандомирско-Силезской, Нижнесилезской, Берлинской и Пражской наступательных операциях.  Особо отличился в январе 1945 года Командуя передовым отрядом дивизии, форсировал с ним реку Одер и обеспечил переправу основных сил дивизии.
5 февраля 1945 года командир 6-й гвардейской стрелковой дивизии полковник Г. В. Иванов представил Мадатяна к званию Героя Советского Союза. Данное представление поддержал командир  27-го стрелкового корпуса генерал-лейтенант Ф. М. Черокманов, но командующий 13-й армией генерал-полковник Н. П. Пухов и член военного совета 13-й армии генерал-майор М. А. Козлов не согласились с этим решением.
6 апреля 1945 года Указом Президиума Верховного Совета СССР Мадатян был награждён вторым орденом Ленина .

### Послевоенное время
После войны полковник  Мадатян продолжал служить в той же дивизии (в ноябре 1945 г. переформирована в 15-ю гвардейскую механизированную Ровенскую ордена Ленина Краснознаменную ордена Суворова дивизию) в ЦГВ, а с июня 1946 года — в 3-й армии БВО. В мае 1947 года переведен в ЗакВО заместителем командира 89-й стрелковой Таманской Краснознаменной орденов Кутузова и Красной Звезды дивизии в городе Ереван. С декабря 1948 года по февраль 1950 года находился на курсах усовершенствования командиров стрелковых дивизий при Военной академии им. М. В. Фрунзе, по окончании назначен заместителем командира 277-й стрелковой Рославльской Краснознаменной орденов Суворова и Кутузова дивизии Приморского ВО в городе Ворошилов-Уссурийский. С ноября 1951 года командовал 13-й гвардейской воздушно-десантной дивизией  37-го воздушно-десантного корпуса (г. Белогорск, Амурская область). 27 июня 1952 года на артиллерийских стрельбах погиб при исполнении служебных обязанностей.

## Память
В честь Матевоса Мадатяна была названа школа в его родном селе , в Сарнахпюре. Во дворе школы стоит бюст , установленный в советское время

## Награды
- два ордена Ленина (04.09.1942[8], 06.04.1945[7])
- три ордена Красного Знамени (22.07.1941[9], 02.09.1944[10], 15.11.1950[11]);
- орден Красной Звезды (10.11.1945[11]);
- медали в том числе:
  - «За боевые заслуги» (03.11.1944[11]);
  - «За оборону Сталинграда»;
  - «За Победу над Германией в Великой Отечественной войне 1941—1945 гг.»;
  - «За взятие Берлина»;
  - «За освобождение Праги»;

Приказы (благодарности) Верховного Главнокомандующего, в которых отмечен М. А. Мадатян
- За овладение штурмом городом Сандомир – важным опорным пунктом обороны немцев на левом берегу Вислы. 18 августа 1944 года № 167.

Других государств
- орден «Легион почёта» (США)
- Военный крест (ЧССР);
- медаль «Бронзовая звезда» (США)